# Xone Radio
Xone Radio (trước đây là Xone FM) hay đơn giản là Xone là một kênh chương trình phát thanh âm nhạc và giải trí hướng tới mọi đối tượng chủ yếu là giới trẻ. Kênh được phát sóng vào tất cả các ngày trong tuần, với thời lượng phát sóng mỗi ngày 24 giờ đồng hồ. Nội dung chính của Xone Radio là phát các ca khúc cùng với tin tức âm nhạc, giải trí trong và ngoài nước mới nhất, hấp dẫn, đã và đang được rất nhiều người yêu thích. Kênh bao gồm các bài hát theo kiểu mix up (trộn lẫn, không theo chủ đề) và các chương trình mang chủ đề riêng (bảng xếp hạng âm nhạc, talk show...). Ngoài ra xen lẫn giữa các bài hát còn có các quảng cáo của nhà tài trợ chương trình và các quảng cáo giới thiệu cho chính chương trình.
Xone FM bắt đầu phát sóng chính thức từ ngày 20 tháng 9 năm 2006. Xone dừng phát sóng trên sóng FM từ ngày 1 tháng 1 năm 2023, tạm ngừng phát sóng trên hạ tầng Zing MP3 từ ngày 16 tháng 1 năm 2023.